# 安良川の爺スギ

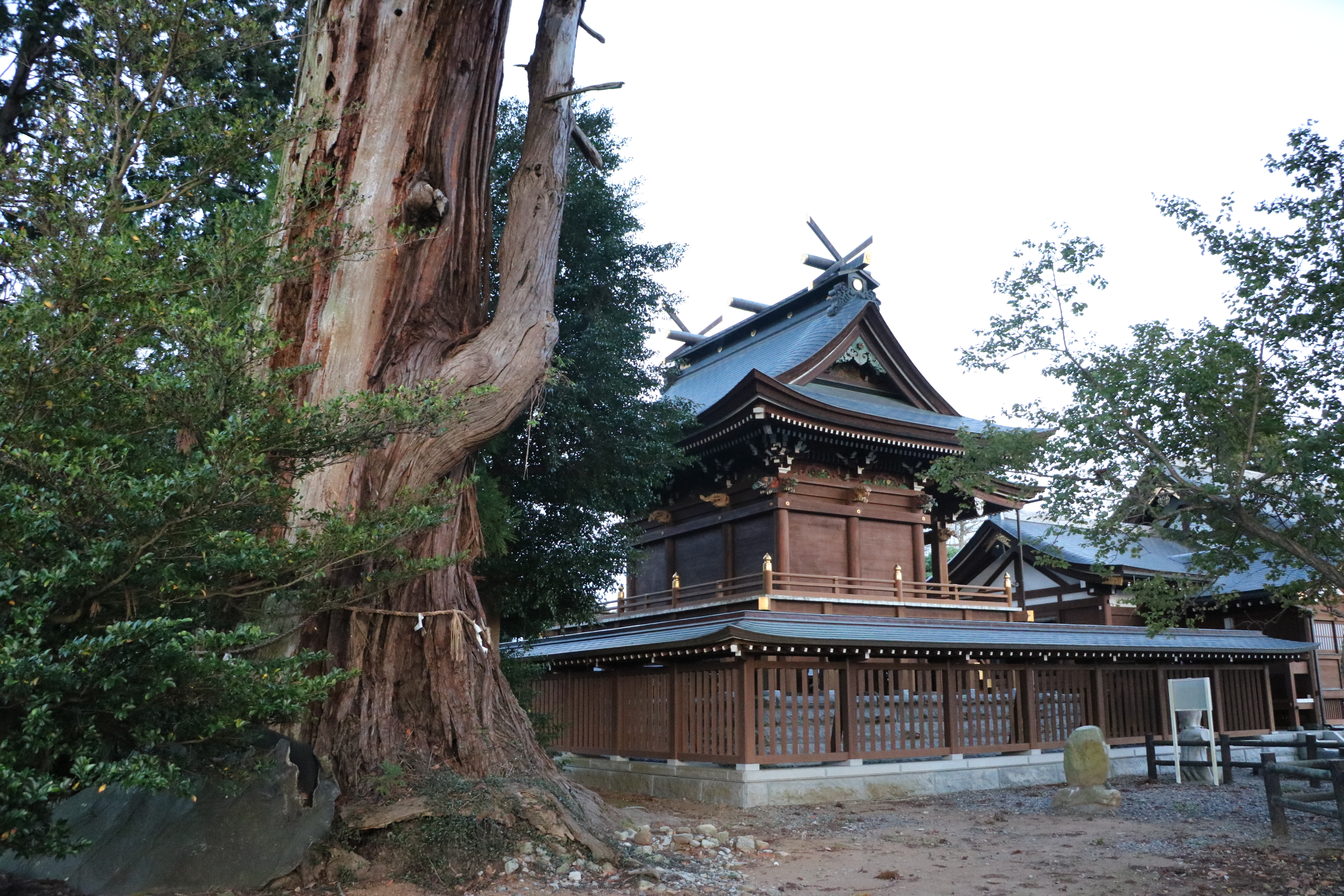
安良川の爺スギ。2023年10月24日撮影。

安良川の爺スギ（あらかわのじいスギ）は、茨城県高萩市安良川に鎮座する八幡宮境内に生育する、国の天然記念物に指定されたスギの巨樹である。
国の天然記念物のスギとして最初に指定された11物件中の1件で、指定日は1924年（大正13年）12月9日である。この初回指定時の11物件中、すでに3件は台風による倒伏で指定解除されており、安良川の爺スギは現存する最も古い残り8件の国指定天然記念物のスギのひとつである。指定時期の早さからも分かるように、古くから著名なスギであり、かつては茨城県下のみならず全国有数のスギの巨木であったが、落雷などの影響により主幹内部に空洞が生じて樹勢が衰えたことに加え、枯死した主幹最頂部の10メートルほどが切除されたため指定当時の面影は失われている。

## 解説

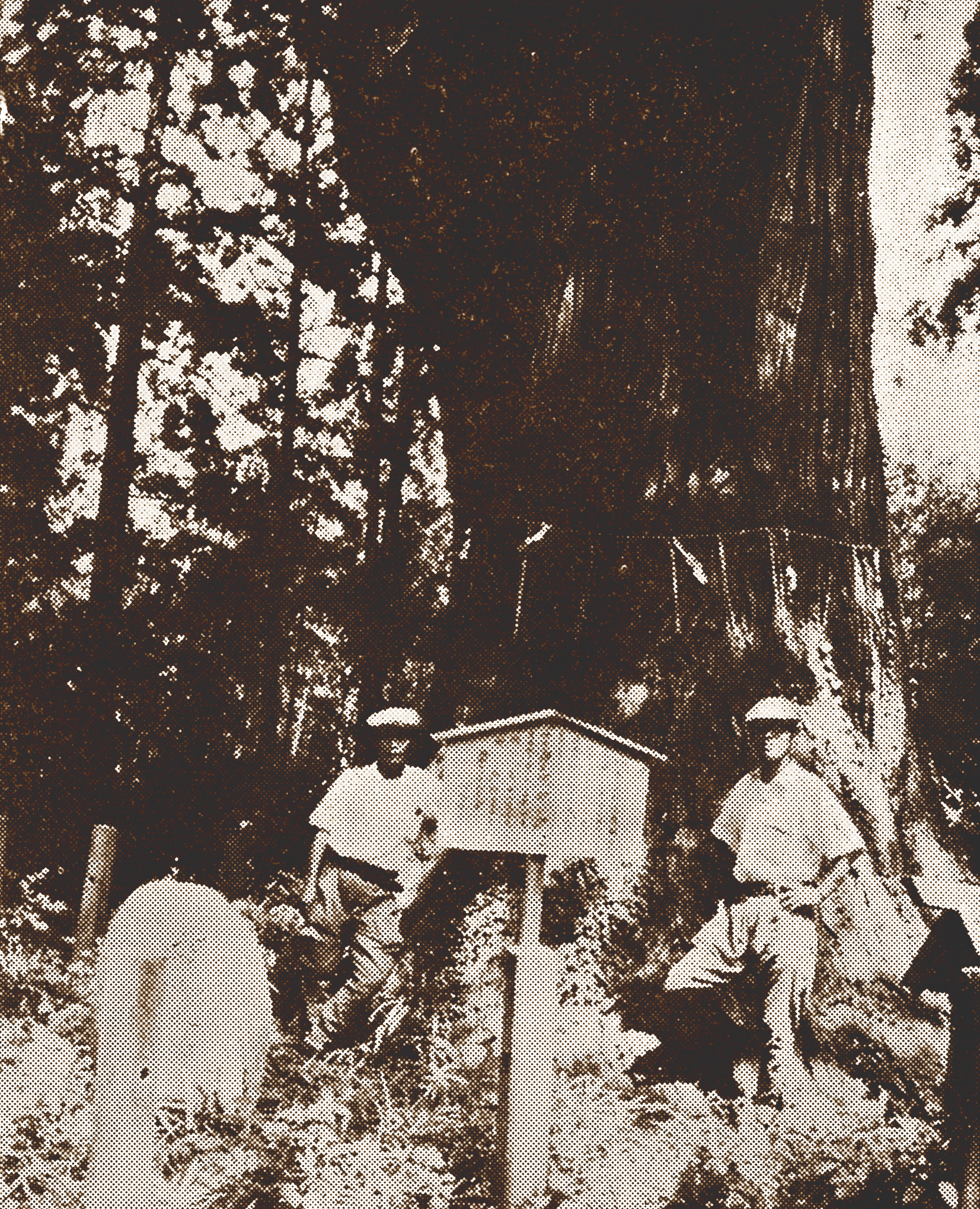
1955年（昭和30年）頃の安良川の爺スギ。

安良川の爺スギのある八幡宮 (高萩市)は、茨城県北部の高萩市中心市街地西側の標高約40メートルの高台にあり、境内の東側に高萩市立高萩小学校が立地し、周辺は住宅地が広がっている。国の天然記念物に指定された安良川の爺スギは、八幡宮の拝殿に向かって左後方に隣接して生育しており、樹高は約35メートル、胸の高さでの幹周りは約10メートルである。
八幡宮境内は参道沿いを中心にスギの巨樹が多数あるが、爺スギはそれらの中で最も樹齢が高く、環境省自然環境局の巨樹・巨木林データベースによれば、地推定樹齢300年以上、茨城県教育委員会や高萩市役所の公式サイトなどでは約1,000年といわれる老樹であり、伝承によれば当八幡宮は源義家が前九年の役の帰洛の際、すでに「祖父杉」「祖母杉」と呼ばれる2本のスギがあったと伝えられており、祖母杉はその後枯死したため祖父杉だけが残り、1924年（大正13年）に国の天然記念物に指定されたときには爺スギだけであったという。
爺スギの前に設置されている石像は杉の幹にヘビが巻き付いた姿を模したものであるが、これはその昔、この地域の子供たちの間で、息を止めて爺スギの周囲を3周まわると白蛇が現れて願い事を叶えてくれるという言い伝えがあったことに因んだものである。天然記念物に指定された当時の樹高は約40メートルもあり、根元の前と後ろでは約60センチメートルの段差があり、その中間地点から1.5メートル上方の幹囲は約9メートル、高さ約3.6メートルの位置から特徴的な太い枝が出ていることが指摘されている。
指定された当時、すでに先端部は枯れ始めていたが、1990年代初頭の時点で頂部先端の枯死部分が大きくなり目立ち始め、さらに主幹の裏側に大きな穴が生じるなど樹勢が衰えはじめた。茨城県林業試験場と茨城県教育委員会が詳しく調査したところ、樹勢の衰えは落雷が主な原因と考えられ、根元付近が空洞化し、主幹部も5分の1しか生きておらず、このまま何もせず放置すると早い段階で枯死してしまうことが判明した。
また枝などが先端部から徐々に枯死すると、そこから枝が落下したり、強風により折れた枝が飛ばされ、すぐ脇にある本殿や拝殿など文化財建造物へ衝突し破損する可能性があり、さらに参拝者への人的被害が起きる恐れもあるため、スギ全体を伐採するか、何らかの方法による保存を進めるべきかの論争が起こった。
関係者の協議の結果、頂部の枯死した先端部分のみを切除して保存、延命させることが決まり、高萩市と茨城県だけでなく、本樹は国の天然記念物であることから国の予算も投入され、先端部の10メートルが切除され、倒伏防止のため3方向に固定ワイヤーが張られた。一時は枯死の危機に瀕した安良川の爺スギであるが、このような経緯のため、幹をやや傾かせるなど往時の姿ではないものの、今日では適切な保護管理により樹勢がやや持ち直している。
高萩市では安良川の爺スギから切除された材木を再利用して作られた「爺杉ボールペン」をふるさと納税の返礼品のひとつとして活用している。

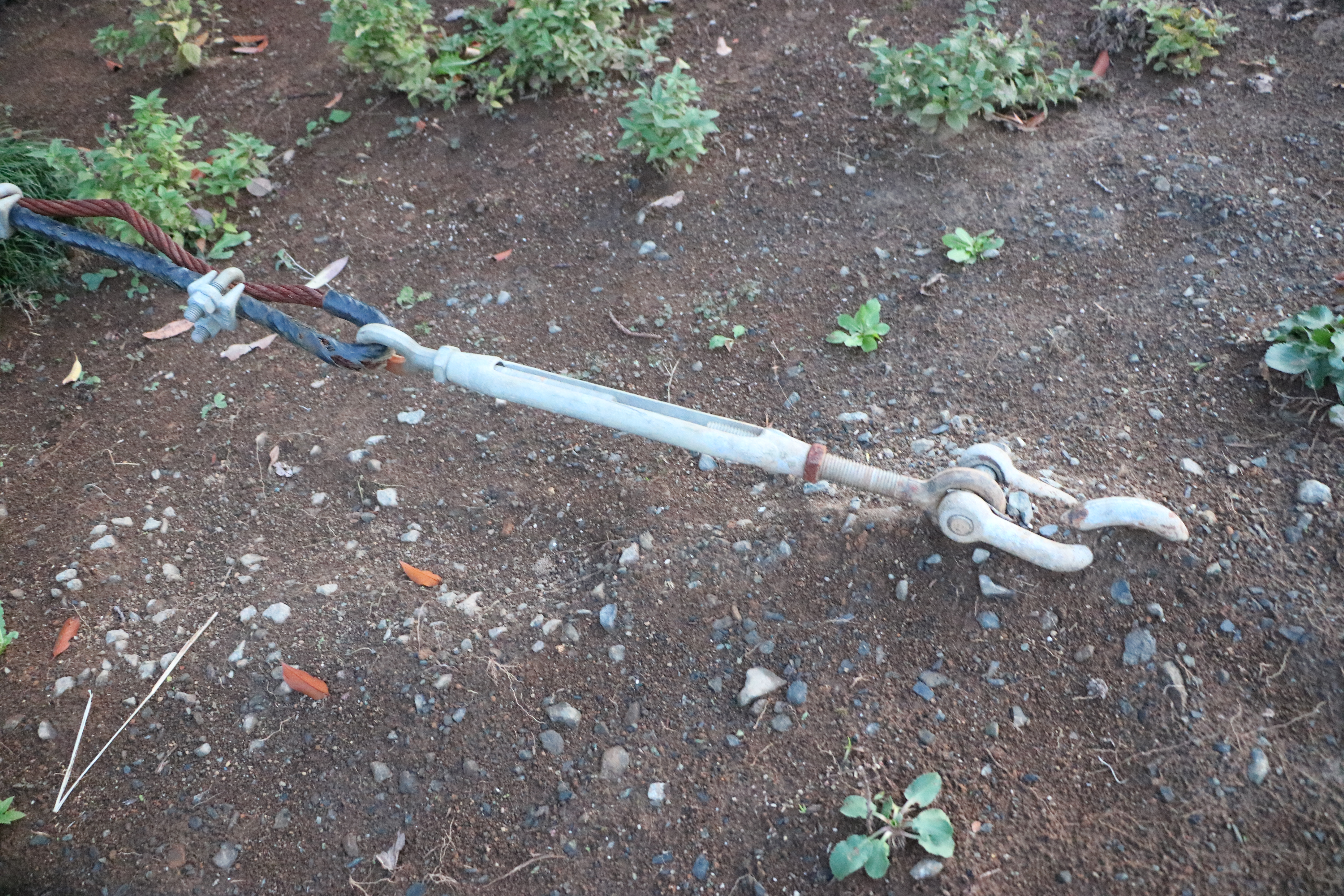
主幹を支えるワイヤーのボルト。2023年10月24日撮影。
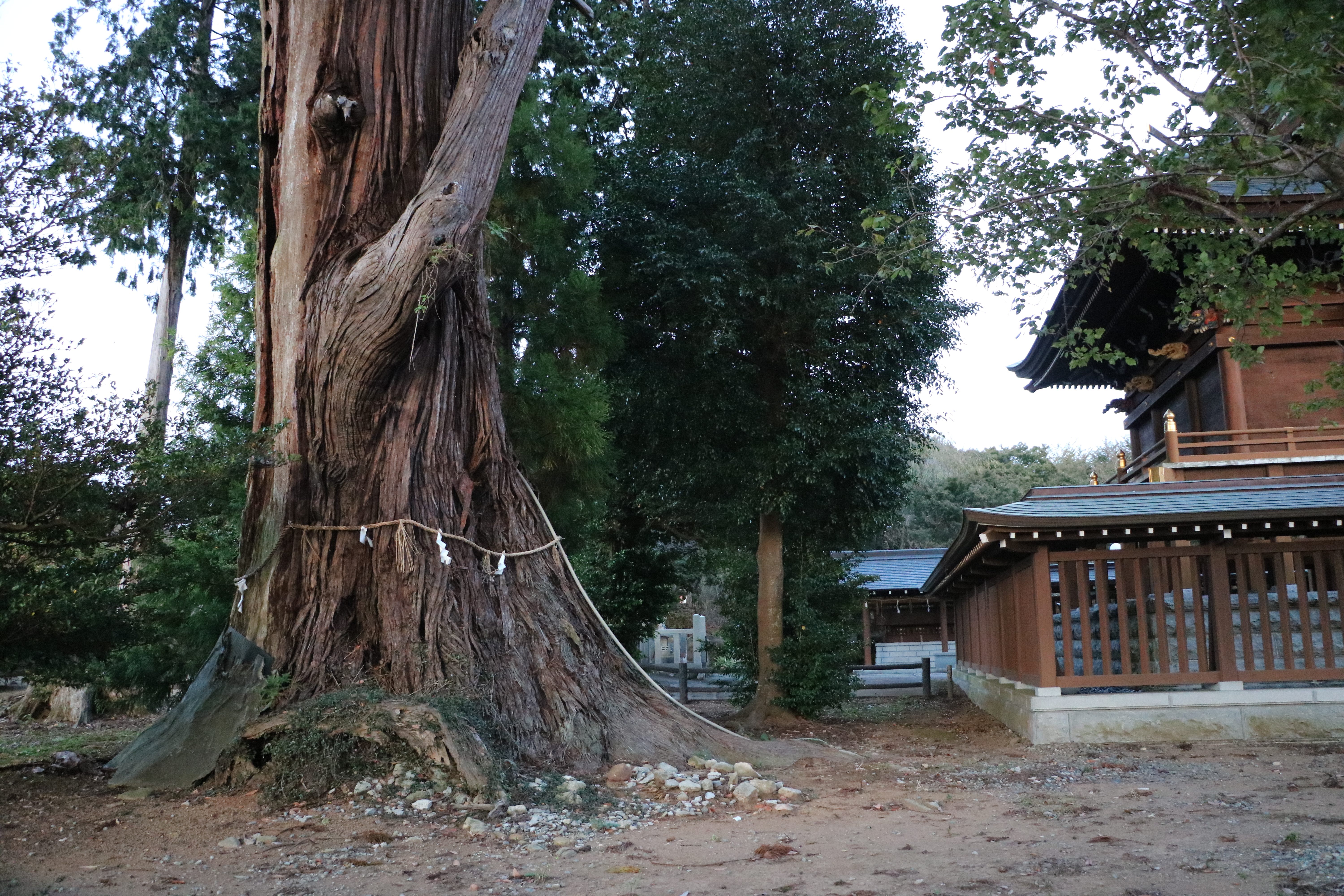
根元の北側（画像左側）の空洞は塞がれている。2023年10月24日撮影。
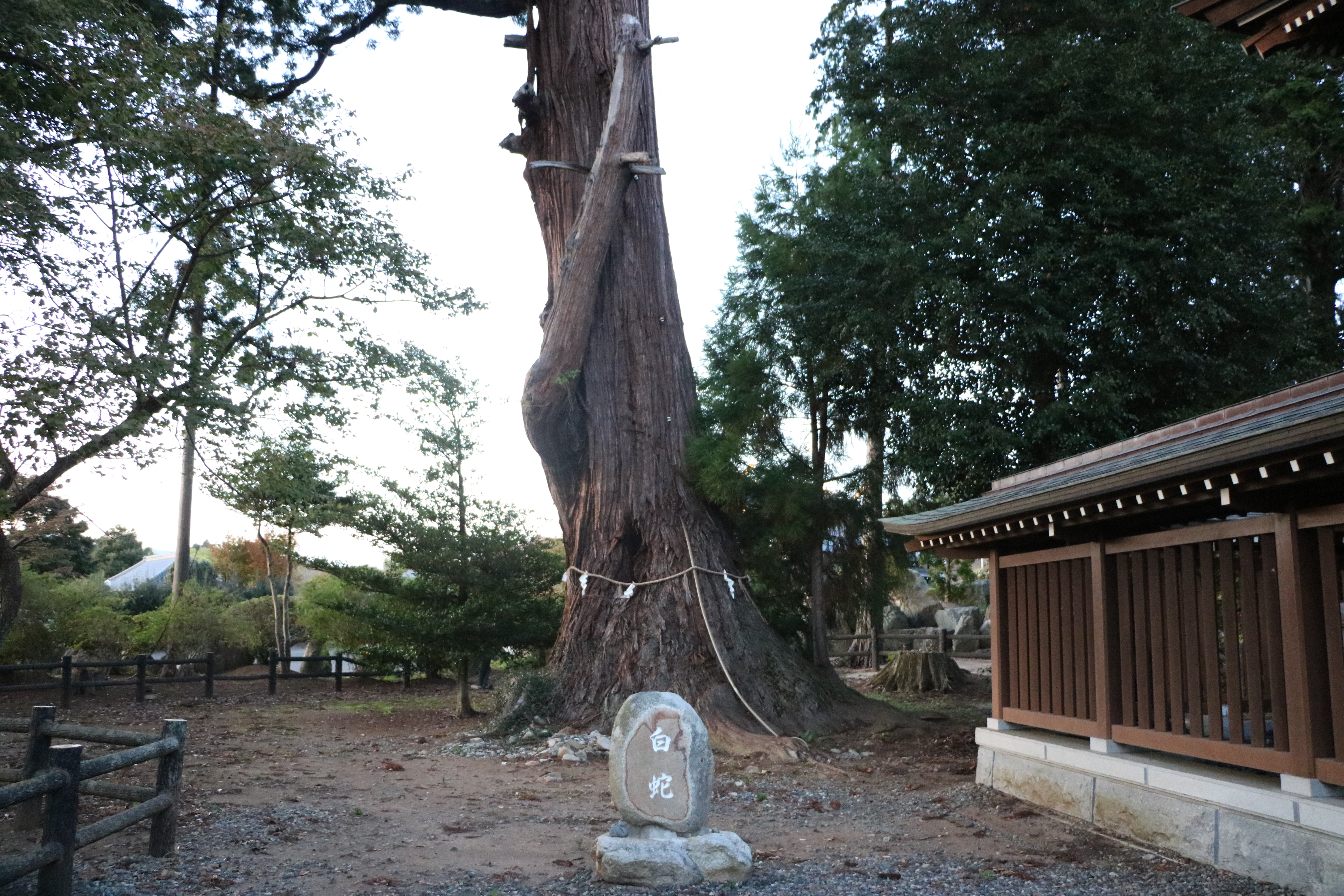
主幹に巻き付くような特徴的な枝。2023年10月24日撮影。

## 交通アクセス
所在地
- 茨城県高萩市安良川1173[11]

交通
- 常磐自動車道高萩インターチェンジより車で約10分[16]。
- JR常磐線高萩駅よりタクシーで約10分[16]。